# Friedrich August Schmidt
Pour les articles homonymes, voir Schmidt.
Georg Friedrich August Schmidt (né en 1785 et mort le 16 janvier 1858 à Ilmenau) est un théologien protestant, membre du clergé, surintendant, conseiller d'église, bibliographe et lexicographe allemand.

## Biographie
Friedrich August Schmidt est d'abord adjoint et diacre à Allstedt et curé à Mönchpfiffel. Le 17 juillet 1822, il est nommé successeur du surintendant et curé en chef Johann Heinrich Gotthelf Teubner,, mis à la retraite le 18 juin 1822. Pour 1827, il est indiqué qu'il exerce une activité pastorale en tant que curé à Winkel et en tant que pasteur principal et surintendant du diocèse d'Ilmenau.
De 1823 à 1853, il publie l'ouvrage Neuer Nekrolog der Deutschen, suite de la nécrologie de Friedrich von Schlichtegroll.

## Travaux
- Neuer Nekrolog der Deutschen. Jahrgang 1–30, 1823/24–1852/54. Druck und Verlag von Bernhard Friedrich Voigt, Ilmenau, später Weimar